# Cochot
G. Cochot war ein französischer Hersteller von Automobilen.

## Unternehmensgeschichte
Das Unternehmen aus Paris begann 1899 mit der Produktion von Automobilen. 1901 endete die Produktion. Unter dem Markennamen Lutèce fertigte Cochot später noch einmal Automobile.

## Fahrzeuge
Im Angebot standen Kleinwagen mit einem Einzylindermotor mit 2,5 PS aus eigener Fertigung. Bei einem Modell waren die beiden Sitze hintereinander angeordnet; der Fahrersitz war hinten. Daneben gab es eine Ausführung mit zwei Sitzplätzen nebeneinander.